# Christmas & Chill
Christmas & Chill — другий різдвяний мініальбом американської співачки Аріани Ґранде. Republic Records випустили його 18 грудня 2015 ексклюзивно в iTunes, як різдвяний подарунок для фанатів Аріани. Мініальбом містить шість оригінальних святкових треків, написаних Ґранде.
Проєкт отримав сприятливі відгуки критиків. Попри те, що мініальбом не має синглів та його не рекламували, він мав великий успіх впродовж святкового періоду 2015 року. Christmas & Chill досяг третього місця в чарті альбомів iTunes, дебютував на третьому місці в Billboard Holiday Albums і на тридцять четвертому місці в чарті Billboard 200.
18 листопада 2016 мініальбом вийшов на CD-дисках у Японії.

## Запис та музика
За словами продюсера Томмі Брауна, мініальбом був записаний за 4 дні в домашній студії Аріани. Першою записаною піснею була «December». Усі треки були написані Аріаною Ґранде, Томмі Брауном, Майклом Фостером, Стівеном Франком, Вікторією Моне, Тревісом Сейлс, Раяном Метью Теддером і Пітером Лі Джонсоном. За кілька днів до виходу запису, Ґранде поділилася відео з невеликими частинками кожного треку на платформі Snapchat. Того ж дня співачка опублікувала текст пісні «True Love» у твіттері. 
16 грудня 2015 року Аріана написала в твіттері, що випустить мініальбом «завтра», однак офіційно реліз відбувся через два дні. У 2016 році Ґранде випустила ремікс Алекса Генеа на пісню «Into You», який був доданий до перевидання мініальбому 2016 року, що був доступний лише у форматі CD у Японії.
Пісні «True Love», «Wit It This Christmas» і «Santa Tell Me» було додано до сет-листа світового туру Sweetener.

## Список пісень
| #     | Назва                   | Автор | {{{extra_column}}}           | Тривалість |
| ----- | ----------------------- | --- | ---------------------------- | ---------- |
| 1.    | «Intro»                 | Ariana Grande Victoria McCants Thomas Lee Brown Travis Sayles Steven Franks Michael D. Foster Ryan Matthew Tedder | Mr. Franks Magi Sayles Brown | 1:05       |
| 2.    | «Wit It This Christmas» | Grande McCants Brown Sayles Foster Tedder Peter Lee Johnson                                                       | Mr. Franks Magi Sayles Brown | 2:41       |
| 3.    | «December»              | Grande McCants Brown Sayles Franks Foster Tedder                                                                  | Mr. Franks Magi Sayles Brown | 1:56       |
| 4.    | «Not Just on Christmas» | Grande McCants Brown Sayles Franks Johnson                                                                        | Sayles Brown                 | 2:02       |
| 5.    | «True Love»             | Grande McCants Brown Sayles Franks Foster Tedder Johnson                                                          | Mr. Franks Magi Sayles Brown | 2:46       |
| 6.    | «Winter Things»         | Grande McCants Brown Sayles Franks Johnson                                                                        | Sayles Brown                 | 2:38       |
| 13:08 |                         | |                              |            |